# جيمس ستيفنز سبيد
جيمس ستيفنز سبيد (بالإنجليزية: James Stephens Speed)‏ هو سياسي أمريكي، ولد في 14 فبراير 1811 في لويفيل في الولايات المتحدة، وتوفي في 8 أغسطس 1860 في شيكاغو في الولايات المتحدة.